# منتخب بلجيكا تحت 19 سنة لكرة السلة للسيدات
منتخب بلجيكا تحت 19 سنة لكرة السلة للسيدات هو ممثل بلجيكا الرسمي في المنافسات الدولية في كرة السلة للسيدات 
.